# Foca de cresta
|  | Per a altres significats, vegeu «Cystophora (alga)». |

La foca de cresta (Cystophora cristata) és un mamífer carnívor de la família de les foques (Phocidae). Només viu a l'Atlàntic nord, en una àrea que va des de Svalbard a l'est fins al Golf de Sant Llorenç a l'oest. És l'única espècie del gènere Cystophora.